# تومي غريغوري تومسون
تومي غريغوري تومسون (بالإنجليزية: Tommy Gregory Thompson)‏ هو كاتب أمريكي، ولد في 15 أبريل 1952 في إنديانا في الولايات المتحدة.